# علم الآخرات المسيحية
في اللاهوت المسيحي، الإسخاتولوجيا المسيحية هي دراسة المعتقدات الدينية المتعلقة بكل الأحداث المستقبلية والأخيرة، بالإضافة إلى الهدف النهائي للعالم، والإنسان، والكنيسة. بينما تشير الإسخاتولوجيا إلى عقيدة تمثل تاريخ الأبحاث في مفهوم مصير كل الأشياء، فإنها تشير في نطاق مسيحي إلى أهداف الله المتنبأة في الكتاب المقدس.